# Robert Bassas Figa
Robert Bassas Figa (Castelló d'Empúries, ? - Santa Maria del Collell, 30 de gener de 1939) fou un advocat i dirigent falangista català. Va ser un dels fundadors de Falange Española a Barcelona el 1933.

## Biografia
Fill de pagesos benestants, es va establir a Barcelona, on fou membre del grup l'Opinió, enquadrat en el catalanisme d'esquerres, i era advocat company de professió de Lluís Companys.

### Ingrés a Falange
Amic personal de José Antonio Primo de Rivera fundarà Falange a Catalunya juntament amb Josep Ribas Seva, Luys Santa Marina i Carles Trias Bertran, entre d'altres. Fou cap territorial de Falange Española a Catalunya junt a José Ribas Seva, però era un home més teòric que no pas d'acció, cosa que l'enfrontà sovint amb Luys Santa Marina.

### Cop d'Estat del 18 de juliol i Guerra Civil
Quan José Antonio Primo de Rivera fou empresonat a Alacant va idear un pla per rescatar-lo, però marxà a Barcelona per a preparar l'alçament del 18 de juliol del 1936 i no pogué dur-lo a terme. Fracassat l'aixecament, s'amagà a casa de la seva germana Francesca fins que fou delatat i fet presoner amb el seu germà Andreu a finals de 1938. Va ser torturat en una txeca de Barcelona. Va morir en l'afusellament massiu de 50 presoners del santuari de Santa Maria del Collell el 30 de gener de 1939 juntament amb el seu germà Andreu, Josep Aluja Roca, Osete, Felman i Rafael Sánchez Mazas, qui en va sobreviure.
Li va ser dedicat un carrer de Barcelona, actualment carrer de Sabino Arana.